# Cútar
Cútar er en by og kommune i det sydlige Spanien i provinsen Málaga. Den har et indbyggertal på 587 (2024) indbyggere.